# Ждамирово (Тульская область)
Ждамирово — деревня в Заокском районе Тульской области России.
В рамках административно-территориального устройства входит в Бутиковский сельский округ Заокского района, в рамках организации местного самоуправления включается в Страховское сельское поселение.

## География
Расположена в 11 км к юго-западу от райцентра, посёлка городского типа Заокский.
К юго-западу от деревни находится посёлок Ждамировский.

## Население
| 2002 | 2010 |
| ---- | ---- |
| 22   | ↗115 |